# ستارچوو (صربستان)
ستارچوو (به صربی: Starčevo) یک منطقهٔ مسکونی در صربستان است که در City of Pančevo واقع شده‌است. ستارچوو ۶۲٫۰۷ کیلومتر مربع مساحت و ۷٬۴۷۳ نفر جمعیت دارد.